# آندژی کوتکوفسکی
آندژی کوتکوفسکی (لهستانی: Andrzej Kotkowski؛ ‏ ۱۷ فوریهٔ ۱۹۴۰ – ۱۵ ژانویهٔ ۲۰۱۶) کارگردان فیلم، فیلم‌نامه‌نویس اهل لهستان بود.
از فیلم‌ها یا مجموعه‌های تلویزیونی که وی در آن‌ها نقش داشته‌است، می‌توان به یوویتا، المپیک ۴۰ و انگشتری با نشان عقاب تاج‌دار اشاره نمود.